# Wild Horses (Rockband)
Wild Horses war eine englische Hard-Rock- und New-Wave-of-British-Heavy-Metal-Band aus London, die 1978 gegründet wurde und sich 1981 auflöste.

## Geschichte
Die Band wurde im Jahr 1978 gegründet, nachdem Jimmy Bain und Brian Robertson die Bands Rainbow beziehungsweise Thin Lizzy verlassen hatten. Der Name wurde dem gleichnamigen Rolling-Stones-Song entliehen. Beide hatten sich 1976, als Bain mit der Band Harlot tätig gewesen war, kennengelernt. Die Besetzung wurde anfangs durch den Gitarristen Jimmy McCulloch und den Schlagzeuger Kenney Jones ergänzt. Diese änderte sich ein wenig später, woraufhin die Besetzung von Wild Horses neben dem Sänger und Bassisten Bain und dem Gitarristen und Keyboarder Robertson aus dem Gitarristen und Keyboarder Neil Carter und dem Schlagzeuger Kevin Johns bestand. Gelegentlich übernahm auch Robertson den Gesang. Nach den ersten lokalen Auftritten wurde Johns kurzzeitig durch Dixie Lee ersetzt, ehe dieser wiederum durch Clive Edwards ersetzt wurde. Es folgten weitere Konzerte, unter anderem zusammen mit Rush, ehe die Gruppe 1979 einen Plattenvertrag bei EMI unterzeichnete. Im selben Jahr nahm die Band, noch bevor überhaupt eine Veröffentlichung vorlag, am Reading Festival teil. Erst im November des Jahres erschien mit Criminal Tendencies, mit The Rapist als B-Seite, eine erste Single. Im April des folgenden Jahres schloss sich ein selbstbetiteltes Debütalbum an, das von Trevor Rabin produziert worden war. Das Album ist auch unter dem Namen The First Album bekannt; hierauf sind Phil Lynott und Scott Gorham als Gastmusiker zu hören. Vor allem bedingt durch ihre Bekanntheit Bains und Robertsons aus ihren vorherigen Bandmitgliedschaften erreichte das Album Platz 38 in den Charts. Als Singles wurden in den folgenden Monaten Face Down und Flyaway ausgekoppelt. Im Sommer des Jahres trat die Band zusammen mit Ted Nugent auf. Gegen Ende des Jahres begab sich die Band auf eine Konzertreise nach Japan, wo sie schon eine recht große Beliebtheit genoss, obwohl das Album dort noch gar nicht erschienen war. 1981 kam John Lockton zur Gruppe, da Carter die Besetzung verlassen hatte, um UFO beizutreten. Kurz darauf begab sich die Band mit dem Produzenten Kit Woolven ins Studio, um das zweite Album aufzunehmen, das im Frühling unter dem Namen Stand Your Ground erschien. Das Album verkaufte sich jedoch weitaus schlechter als sein Vorgänger und schaffte es nicht in die Charts. Im selben Jahr folgte die Doppel-Single I'll Give You Love mit dem Joe-Walsh-Song Rocky Mountain Way als Live-Version als B-Seite sowie The Kid mit dem The-Blues-Brothers-Song Saturday Night, letzterer ebenfalls live. Die Live-Songs waren während der Konzerte in Japan aufgenommen worden. Kurze Zeit später folgte in nur geringer Auflage die Single Everlasting Love, eine Coverversion des The-Love-Affair-Songs, mit der B-Seite The Axe. Im Juni 1981 war die Band in der BBC-Radiosendung In Concert zusammen mit Export vertreten, in der die Band auch neuere Kompositionen präsentierte. Aufgrund des ausbleibenden Albumerfolgs trennte sich EMI von der Band, und die Tour, um das Album zu bewerben, wurde nach ein paar Auftritten abgesagt. Im Herbst verließen Robertson und Edwards die Besetzung, um sich anderen Bands zu widmen. Als neuer Schlagzeuger kam Frank Noon hinzu, der wiederum den Sänger Reuben Archer mit einbrachte. Durch Archer kam sein Stiefsohn Laurence als Gitarrist hinzu (beide hatten bereits zuvor zusammen in einer Band namens Lautrec gespielt), welcher Robertson ersetzte, wodurch die Besetzung auf ein Quintett anwuchs. Es folgten Proben und ein Studio wurde gebucht, um neues Material – und möglicherweise ein drittes Album – aufzunehmen. Gegen Ende des Jahres trat die neue Besetzung außerdem mehrfach im Marquee Club auf. Das Vorhaben, ein neues Album aufzunehmen, scheiterte jedoch, nachdem die drei neuen Mitglieder verkündet hatten, dass es ihnen nicht möglich war, zusammen mit Bain im Studio produktiv zu arbeiten, wodurch es 1981 zur Auflösung der Band kam.

## Stil
Malc Macmillan schrieb in The N.W.O.B.H.M. Encyclopedia, dass Bain und Robertson ihre Versprechen, dass Wild Horses nicht so wie ihre vorherigen Bands klingen würde, nicht halten konnten. Die Debütsingle biete Hard Rock mit leicht US-amerikanischem Einfluss und starker Ähnlichkeit zu Songs von Thin Lizzy, aber auch Meanstreak und Aurora. Das folgende Album habe nur geringfügig mit der New Wave of British Heavy Metal zu tun. Das Album schaffe es nicht, das Live-Charisma der Gruppe einzufangen und es werde das begrenzte Gesangsvermögen Bains deutlich. Das Zweitwerk Stand Your Ground falle etwas härter aus und sei angepasster an die damals „trendige“ Form des Heavy Metal und Hard Rock. Die Musik habe immer noch kaum, jedoch viel mehr als das Debütalbum, etwas mit der NWoBHM zu tun und erinnere nur stellenweise an Gruppen wie Stampede und Grand Prix. Laut The International Encyclopedia of Hard Rock and Heavy Metal spielte die Band Hard Rock im Stil von Thin Lizzy, die live besser als im Studio geklungen habe. Colin Larkin beschrieb in The Guinness Who’s Who of Heavy Metal Second Edition die Musik der Gruppe als melodischen Hard Rock. Der Gesang Bains sei schwach, wobei die Musik sich von der von Thin Lizzy und UFO unterscheide. Auf der Bühne unterscheide sich das Repertoire stark von den Studioversionen, weil es live energiereicher, roher und aggressiver dargeboten werde. Auf dem zweiten Album orientiere sich die Gruppe stärker am Blues. Laut Eduardo Rivadavia von AllMusic klingt die Musik des Debütalbums im Vergleich zur damals aufkommenden NWoBHM formelhaft, einfallslos und mit Absicht altbacken. Die Veröffentlichung sei mehr eine Reflexion der vergangenen Glanztaten aller am Album teilnehmenden Mitglieder als eine Sammlung von wirklich guten Songs.Stand Your Ground gebe sich härter und sei besser ausgeführt.
Martin Popoff schrieb in seinem Buch The Collector’s Guide of Heavy Metal, Volume 2: The Eighties über Wild Horses, dass es sich hierbei um „Pub Rock“ handelt. Die Songs seien fast ausschließlich von Bain und Robertson geschrieben worden, einzig bei der Ballade Fly Away habe sich auch Phil Lynott beteiligt. Die E-Gitarren klängen wenig überzeugend und auch der Schlagzeug-Sound sei schlecht. Das zweite Album biete melodischen Hard Rock, der an schlechtere Thin Lizzy erinnere. Die Songs seien geschmackvoll, ruhig, aber auch nicht sehr anspruchsvoll. Die Texte seien simpel, menschlich, hoffnungsvoll und vom Herzen kommend. Gelegentlich nähere sich die Musik dem Jazz an, ansonsten halte man sich an konventionelle Rock-Strukturen, statt sich dem Metal anzunähern. Der Gesang könne teils immer noch nicht überzeugen.

## Diskografie
- 1979: Criminal Tendencies (Single, EMI)
- 1980: Wild Horses (Album, auch als The First Album bekannt, EMI)
- 1980: Face Down (Single, EMI)
- 1980: Flyaway (Single, EMI)
- 1981: Stand Your Ground (Album, EMI)
- 1981: I'll Give You Love (Single, EMI)
- 1981: Everlasting Love (Single, EMI)
- 2014: Live in Japan 1980 (Live-Album, Krescendo Records)